# Setge d'al-Sakhra
Després de les victòries a les batalles de Covadonga i la Olalies, que van consolidar un petit territori en mans dels asturians, el 735 Uqba ibn al-Hajjaj as-Salulí va enviar una expedició de càstig contra Pelai I, que es va refugiar als Picos de Europa (al-Sakhra) amb 300 dels seus fidels, on fou assetjat fins que només van quedar 30 homes i 10 dones, i els musulmans van abandonar el setge, despreocupant-se dels visigots rebels.
| «                             | Rebé, efectivament, el govern d'Espanya [...]. I es va ensenyorir de Galícia, Àlaba i Pamplona, sense que restés a Galícia cap alqueria sense conquerir, si se n'exceptua la serra, on havia cercat refugi amb 300 homes un rei anomenat Belai (Pelagi), a qui els musulmans no van deixar de combatre i d'assetjar fins al punt que molts van morir de fam […] fins quedar reduïts a 30 homes [...]. Era difícil per als musulmans arribar fins ells, i els van deixar estar dient: "Trenta homes, quina importància tenen?" | » |
| — Crònica musulmana. Segle XI | |   |